# Paracilacris periclitatus
Paracilacris periclitatus är en insektsart som beskrevs av Naskrecki, Bazelet och Spearman 2008. Paracilacris periclitatus ingår i släktet Paracilacris och familjen vårtbitare. Inga underarter finns listade i Catalogue of Life.